# Diastylis antillensis
Diastylis antillensis är en kräftdjursart som beskrevs av Sars 1873. Diastylis antillensis ingår i släktet Diastylis och familjen Diastylidae. Inga underarter finns listade i Catalogue of Life.